# Amazonmyrpitta
Amazonmyrpitta (Myrmothera berlepschi) är en fågel i familjen myrpittor inom ordningen tättingar.

## Utbredning och systematik
Amazonmyrpitta delas in i två underarter med följande utbredning:
- Myrmothera berlepschi yessupi – förekommer i östra och centrala Peru och omedelbart angränsande västra Brasilien
- Myrmothera berlepschi berlepschi – förekommer från södra Amazonområdet i Brasilien till sydöstra Peru och nordcentrala Bolivia

### Släktestillhörighet
Amazonmyrpitta placerades, liksom de nära släktingarna vittyglad myrpitta och snårmyrpitta, tidigare i släktet Hylopezus. Genetiska studier visar dock att de står närmare Myrmothera och förs därför dit.

## Status
Arten har ett stort utbredningsområde och beståndet anses vara stabilt. Internationella naturvårdsunionen IUCN listar den därför som livskraftig (LC).

## Namn
Fågelns vetenskapliga artnamn hedrar den tyske ornitologen Hans von Berlepsch (1850-1915).